# Kippenberger! Ein Exzess des Moments
Kippenberger! Ein Exzess des Moments ist ein Theaterstück der Regisseurin Angela Richter.
Die Uraufführung fand am 11. Oktober 2013 im Schauspiel Köln statt. Das Theaterstück befasst sich mit dem Leben des Künstlers Martin Kippenberger (1953–1997). Im  Verlag der Buchhandlung Walther König erschien zu dem Theaterstück ein Begleitbuch.

## Inhalt
Angela Richter hat Freunde, Weggefährten, Opfer und Feinde Martin Kippenbergers befragt und daraus eine zweistündige Inszenierung geformt. Im Theaterstück geht es hauptsächlich um die permanenten Exzesse, der letztlich zum frühen Tod des Künstlers führten und die glorreichen 1980er Kunstjahre in Köln, als die Kunstwelt auf Köln schaute. 

## Rezensionen (Auswahl)
Das Kunstmagazin art sieht das Theaterstück zwiespältig. Zwar sei das Finale packend, aber dafür sei die Dramatisierung der Recherche-Interviews etwas eintönig. Der Kölner Stadt-Anzeiger spricht hingegen ... eine unbedingte Empfehlung aus.
Das deutsche Internetportal für Theaterkritik und Theaterberichterstattung Nachtkritik.de hat weitere Kritiken zusammen getragen. 